# Гао Сян
Гао Сян (кит. 高翔, пиньинь Gāo Xiáng,  1688 — 1753) — китайский художник, каллиграф, резчик печатей и поэт. Входил в творческий коллектив «восемь чудаков из Янчжоу».

## Биография
Гао Сян был потомственным жителем Янчжоу (провинция Цзянсу). О работах, возникших ранее 1712 года, в литературе не упоминаются.
Создавал в основном пейзажи — шань-шуй (хуа) 山水(畫), «живопись/изображения гор и вод», которым были присущи лаконичность, умозрительность и отстраненный интеллектуализм. К старости из-за паралича правой руки научился рисовать левой рукой. Также Гао Сян был известен, как искусный резчик печатей.